# Stylosomus ericeti
Stylosomus ericeti es una especie de insecto coleóptero de la familia Chrysomelidae.
Fue descrita científicamente en 1851 por Suffrian.